# گل‌تندینگ

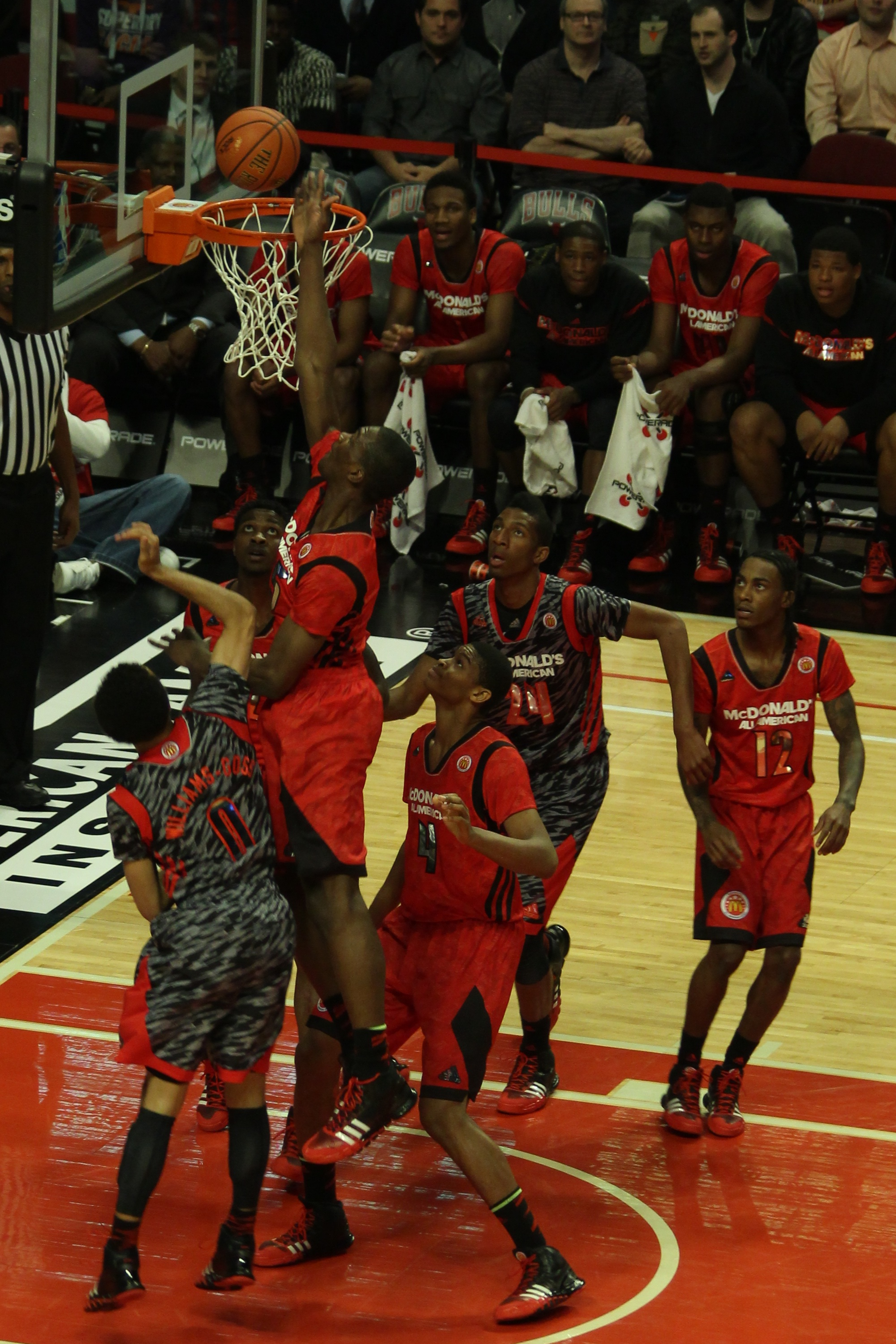

گل‌تندینگ (انگلیسی: Goaltending) نوعی تخلف در بسکتبال است که شامل انواع خاصی از دخالت بازیکن در توپِ در مسیر رسیدن به سبد می‌شود. این تخلف در این موارد رخ می‌دهد. (الف) لمس توپ هنگام پرواز به پایین به سمت سبد، (ب) لمس توپ در حالتی که بالای حلقه و درون استوانه فرضی ممتد با لبه سبد قرار دارد، (پ) لمس توپ هنگام تماس با حلقه سبد، یا (ت) لمس توپ پس از برخورد به تخته و وجود احتمال گل شدن (با توجه به سطح مسابقات).